# Joël Abriac
Joël Abriac ist ein französischer Sound Designer und Tontechniker. 
Er arbeitete unter anderem für Jean-Jacques Mateu, René Gouzenne und die Compagnie L’Agit, für das Puppentheater von Pierre Gosselin sowie für die Tanztheatercompagnien von Heddy Maalem und Alain Abadie. Er ist langjähriger Mitarbeiter des Lido – Centre des Arts du Cirque in Toulouse und war 2009 für die Compagnie Zimmermann & de Perrot an der Produktion Chouf Ouchouf beteiligt. 
Seit 2003 arbeitet er regelmäßig für die Compagnie 111 von Aurélien Bory. Der ersten gemeinsamen Produktion Plan B folgten Taoub (2004), Plus ou moins l’infini (2005), Les sept planches de la ruse (2007), Questcequetudeviens? (2008), Sans objet (2009), Géométrie de caoutchouc (2011) und Azimut mit Akrobaten aus Tanger (2013). Die Produktion Sans objet zum Thema Maschine gegen Mensch wurde 2013 bei den Salzburger Festspielen vorgestellt.